# Amir Bageria
Amir Bageria (Mississauga, 25 ottobre 2000) è un attore canadese.

## Biografia
È nato a Mississauga nella provincia dell'Ontario, in Canada. La madre, Parmjit Rathaur, è una psicoterapeuta, mentre suo fratello maggiore, Kabir, è un regista.
Ha iniziato a recitare in produzioni locali come attore bambino sin dalla scuola primaria, iniziando con un adattamento familiare di Macbeth quando era in terza elementare.
All'età di quattordici anni entra nel cast della serie televisiva drammatica adolescenziale canadese Degrassi: Next Class, interpretando il ruolo di Baaz Nahir per quattro stagioni. È stato uno degli attori più giovani a ricevere un ruolo principale.
Nel 2018 è apparso nella miniserie Behind the Black Curtain. Nel 2019 ha recitato nel cortometraggio Resolve, scritto e diretto da Marta Borowski.
Ha recitato nella serie televisiva statunitense Grand Army, prodotta e distribuita Netflix. Ha impersonato uno dei cinque protagonisti, Siddhartha Pakam, il capitano della squadra di nuoto, che si confronta con la propria omosessualità, mentre è sotto pressione per aver applicato per Harvard. Per la sua recitazione ha ricevuto una nomination agli ACTRA Awards di Toronto del 2021.

## Filmografia

### Cinema
- Resolve, cortometraggio (2019)

### Televisione
- Degrassi: Next Class - serie TV, 24 episodi (2016-2017)
- Behind the Black Curtain - miniserie televisiva, 1 episodio (2018)
- Grand Army - serie TV, 9 episodi (2020)

## Doppiatori italiani
Nelle versioni in italiano delle opere in cui ha recitato, Amir Bageria è stato doppiato da:
- Simone Lollobrigida in Degrassi: Next Class
- Manuel Meli in Grand Army